# Ефективний альтруїзм

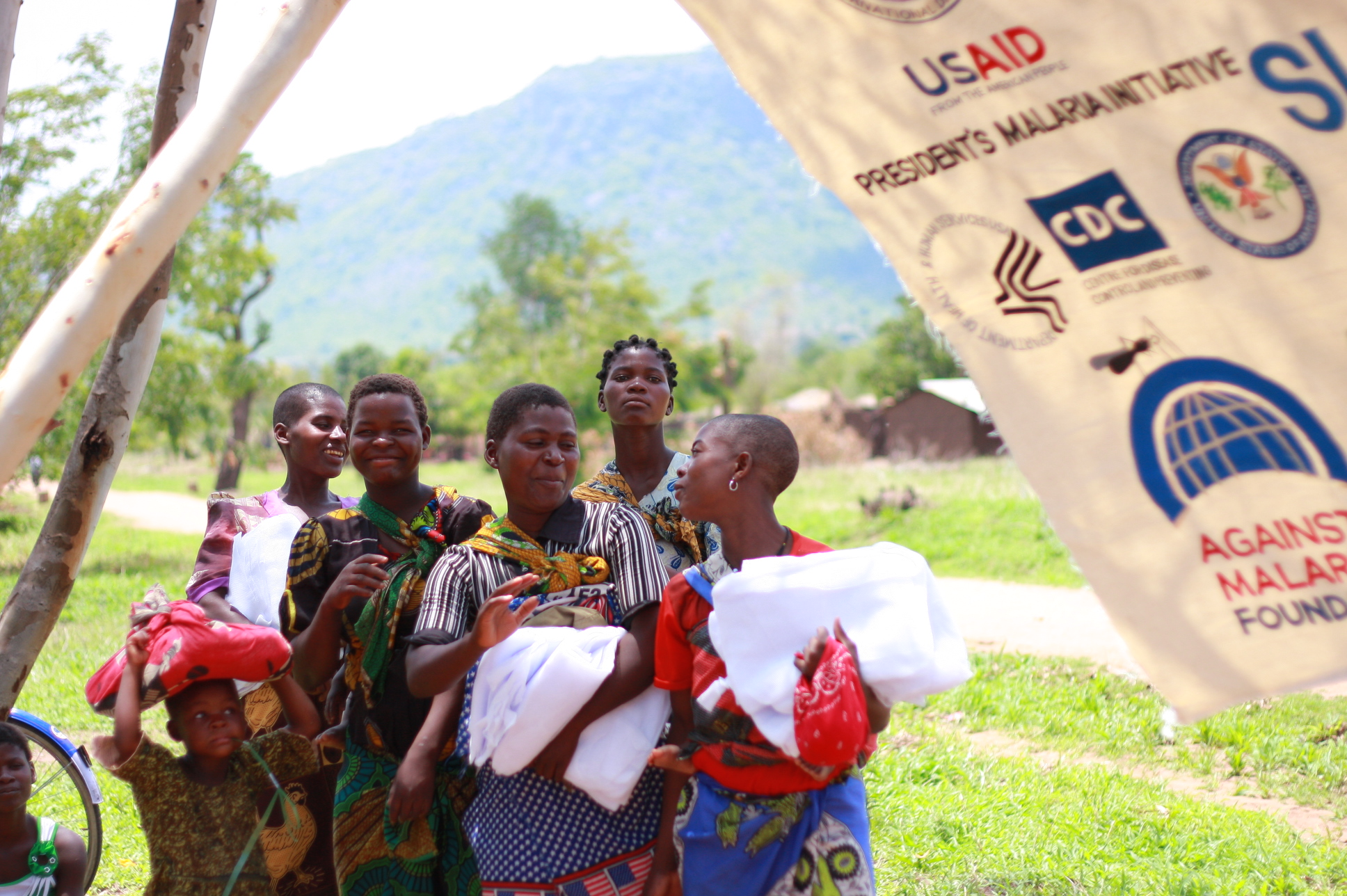
Жінки та діти отримують москітні сітки, які допомагають запобігати малярії, у Малаві. Інвестиція у москітні сітки широко вважається одним із прикладів ефективного використання коштів за принципами, яких дотримують ефективні альтруїсти

Ефективний альтруїзм — це філософський та соціальний рух, прихильники якого «використовують докази і мислення для того, щоби визначити як принести щонайбільшу користь світові та іншим людям, та вживають заходи на цій основі».
Відмінністю ефективного альтруїзму від звичайного альтруїзму чи благодійності полягає в тому, що ефективні альтруїсти використовують «науковий підхід» до пріоритизації ресурсів — грошей, свого часу тощо. Вони спрямовують ресурси на ті потреби, які «найбільше цього потребують» і де це принесе найбільше користі (наприклад, відмовляються від пожертви місцевому музею на користь пожертви на боротьбу з малярією в Африці). 
Найпоширеніші практики ефективного альтруїзму включають у себе фінансові пожертви, а також обрання кар'єрного шляху на основі того, скільки та чи інша робота може принести користі (або напряму, як-то робота у ефективній благодійній організації, або шляхом стратегії «заробляти, щоб жертвувати»: працювати у сфері, яка приносить багато грошей, як-то інвестиційний банкінг, та жертвувати значну частину свого заробітку).
Найпоширеніші тематики, для яких працюють ефективні альтруїсти — глобальна бідність, добробут тварин, а також довготермінові ризики для виживання людства (наприклад, ризики від створення сильного штучного інтелекту). У 2019 році орієнтовно $416 мільйонів було пожертвувано на ефективні благодійні організації, визначені рухом ефективних альтруїстів — орієнтовне збільшення на 37 % щорічно із 2015 року.
«Рух [ефективного альтруїзму] — це не лише фінансові пожертвування. Це світогляд та спосіб життя, які мають на меті привнести раціональність у те, про що люди вибирають піклуватися і як вони проводять свій час».
Філософія ефективного альтруїзму може застосовуватися ширше до процесу визначення пріоритетів наукових проєктів, компаній та політичних ініціатив, які, за оцінками, можуть рятувати життя чи іншим чином покращувати добробут. Філософські принципи ефективного альтруїзму підкреслюють неупередженість, нейтральність, економічну ефективність і контрфактичне мислення.
До людей, які вважають себе ефективними альтруїстами або на яких вплинула ця філософія, входять Ілон Маск, Сем Бенкмен-Фрід, Пітер Тіль та Дастін Московіц. Відомими популяризаторами ефективного альтруїзму є філософи Пітер Сінгер, Тобі Орд, Вільям Макаскілл.
Крім філософських дискусій та заперечень, рух привернув увагу та критику під час банкрутства FTX, оскільки власник Сем Бенкмен-Фрід входить до руху. Також існує критика через сексуальні домагання в русі.
Помітні організації та ініціативи ефективного альтруїзму
- GiveWell[en] — некомерційна організація, яка займається оцінкою благодійних організацій; станом на 2022 через неї пожертвували понад $1 мільярд — за оцінкою GiveWell, це дозволило врятувати 75 тисяч життів[13]
- Giving What We Can[en] — некомерційна організація, члени якої зобов'язуються віддавати щонайменше 10 % свого доходу ефективним благодійним організаціям[14]
- 80,000 Hours[en] — некомерційна організація, яка займається дослідженням того, які кар'єрні шляхи мають найбільший позитивний соціальний вплив, і надає кар'єрні поради на основі цих даних[15]
- Відкриті Клітки — українська зоозахисна громадська організація, яка у своїй роботі спирається на принципи ефективного альтруїзму